# Tomotaka Okamoto
Tomotaka Okamoto (岡本 知剛 Okamoto Tomotaka?, Onomichi, Hiroshima, 29 de junio de 1990) es un exfutbolista japonés que jugaba como centrocampista.

## Trayectoria

### Clubes
| Club                     | País  | Año       |
| ------------------------ | ----- | --------- |
| Sanfrecce Hiroshima      | Japón | 2008-2013 |
| Sagan Tosu (cedido)      | Japón | 2011-2012 |
| Sagan Tosu               | Japón | 2014-2016 |
| Shonan Bellmare (cedido) | Japón | 2016      |
| Matsumoto Yamaga F. C.   | Japón | 2017-2018 |
| Roasso Kumamoto          | Japón | 2019-2021 |